# Hiéroglyphe égyptien H6A
Le hiéroglyphe égyptien H6A (plume diacritée) est classifiée dans la section H « Parties d'oiseaux » de la liste de Gardiner ; cet hiéroglyphe y est noté H6A. 

## Représentation
Il représente une plume d'autruche d'Afrique (Struthio camelus) diacrité d'un ou deux traits sur son dos.
Il est translittéré šw.

## Utilisation
C'est dans l'hiératique du Moyen Empire un phonogramme bilitère de valeur šw pour les termes de racine šw.
| H6 |

| H6 |